# Kristina
Kristina je žensko osebno ime.

## Izvor imena
Ime Kristina je različica imena Kristijana, to pa je ženska oblika imena Kristijan, latinsko Christianus. Latinsko ime pa povezujejo z grško besedo χριστιαος (hristiános) v pomenu besede »kristjan«. Ime Kristina je lahko nastalo tudi z izpeljavo iz imena Kristus ali Kristofor, latinsko Christus, Christophorus, to je iz Krist- in manjšalne pripone -ina.

## Različice imena
Krista, Kristel, Kristin, Kristinca,  Kristinka,  Kristine, Kris, Kristi, Kristijana, Kristja, Kristka, Kristjana, Krsta, Krstana, Krstina, Stina

## Tujejezikovne različice imena
- pri Čehih: Kristýna
- pri Dancih: Christina
- pri Fincih: Kristiina
- pri Italijanih: Cristina
- pri Madžarih: Krisztina
- pri Norvežanih: Kristin
- pri Poljakih: Krystyna
- pri Rusih: Кристина
- pri Švedih: Kristina

## Pogostost imena
Po podatkih Statističnega urada Republike Slovenije je bilo na dan 31. decembra 2007 v Sloveniji število ženskih oseb z imenom Kristina: 6.939. Med vsemi ženskimi imeni pa je ime Kristina po pogostosti uporabe uvrščeno na 34. mesto.

## Osebni praznik
V koledarju je ime Kristina zapisano 13. marca (Kristina, perzijska mučenka, † 13. marec v 6. stoletju), 24. julija (Kristina, devica in mučenka iz Bolsena pri Rimu, † 24. julij 304) in 15. decembra (Kristina, devica).

## Zanimivosti
- Sv. Kristina iz Bolsena pri Rimu je zavetnica Bolsena in Benetk ter lokostrelcev, mlinarjev in mornarjev.
- Kristina je bila švedska kraljica, ki se je leta 1654 odpovedala prestolu ter se spreobrnila iz protetantizma v rimskokatoliško vero. Pokopana je kot ena od treh žensk v Baziliki sv. Petra.